# Чавайнур
Чавайну́р (рос. Чавайнур, марій. Чавайнур) — присілок у складі Моркинського району Марій Ел, Росія. Входить до складу Коркатовського сільського поселення.

## Населення
Населення — 136 осіб (2010; 137 у 2002).
Національний склад (станом на 2002 рік):
- лучні марійці — 98 %